# Puntate de Le stagioni dell'amore
In questa pagina sono descritte ed elencate le puntate de Le stagioni dell'amore, in onda su Rai 1 dal 9 novembre 2024 al 7 giugno 2025 con la conduzione di Mara Venier.

## Prima edizione (2024-2025)
La prima edizione de Le stagioni dell'amore è andata in onda ogni sabato dalle ore 14:00 alle ore 15:00, dal 9 novembre 2024 al 7 giugno 2025, con la conduzione di Mara Venier. Le registrazioni delle puntate sono iniziate il 18 ottobre 2024. I casting finalizzati alla selezione di attori e attrici per il ruolo di "avatar" si sono svolti a Milano.
Il programma non è andato in onda il 21 dicembre 2024 per lasciare spazio alla maratona televisiva di Fondazione Telethon; il 15 febbraio 2025 sostituito da una puntata speciale de La volta buona in occasione del Festival di Sanremo 2025; il 26 aprile 2025, a seguito dei funerali di Papa Francesco, Rai 1 ha modificato il palinsesto trasmettendo una puntata di Linea bianca.
| Puntata | Messa in onda    | Protagonista               | Pretendenti                                                    | Scelta               | Risposta |
| ------- | ---------------- | -------------------------- | -------------------------------------------------------------- | -------------------- | -------- |
| 1       | 9 novembre 2024  | Carla (62 anni)            | Alessandro (62 anni), Michele (63 anni), Stefano (64 anni)     | Alessandro (62 anni) | No       |
| 2       | 16 novembre 2024 | Mario (68 anni)            | Diana (67 anni), Maria Rosaria (62 anni), Roberta (63 anni)    | Roberta (63 anni)    | Sì       |
| 3       | 23 novembre 2024 | Lella (63 anni)            | Luigi (60 anni), Maurizio (63 anni), Roberto (66 anni)         | Luigi (60 anni)      | Sì       |
| 4       | 30 novembre 2024 | Francesco (62 anni)        | Elisabetta (59 anni), Sabrina (58 anni), Monica (59 anni)      | Monica (59 anni)     | Sì       |
| 5       | 7 dicembre 2024  | Giovanni (71 anni)         | Laura (63 anni), Grazia (65 anni), Irina (64 anni)             | Laura (63 anni)      | No       |
| 6       | 14 dicembre 2024 | Rossella (63 anni)         | Domenico (66 anni), Egidio (68 anni), Roberto (65 anni)        | Roberto (65 anni)    | No       |
| 7       | 28 dicembre 2024 | Klaus (61 anni)            | Sally (64 anni), Maripier (62 anni), Gabriella (63 anni)       | Gabriella (63 anni)  | Sì       |
| 8       | 4 gennaio 2025   | Stefania (61 anni)         | Renato (61 anni), Stefano (65 anni), Roberto (59 anni)         | Renato (61 anni)     | Sì       |
| 9       | 11 gennaio 2025  | Donatella (63 anni)        | Roberto (60 anni), Giordano (62 anni), Franco (64 anni)        | Roberto (60 anni)    | Sì       |
| 10      | 18 gennaio 2025  | Roberto (75 anni)          | Mirella (73 anni), Paola (66 anni), Milena (70 anni)           | Milena (70 anni)     | Sì       |
| 11      | 25 gennaio 2025  | Hector (65 anni)           | Mariella (66 anni), Marina (64 anni), Antonella (62 anni)      | Antonella (62 anni)  | No       |
| 12      | 1º febbraio 2025 | Rita (60 anni)             | Roberto (63 anni), Agostino (60 anni), Umberto (64 anni)       | Agostino (60 anni)   | No       |
| 13      | 8 febbraio 2025  | Franco (72 anni)           | Giuseppina (67 anni), Evelina (71 anni), Anna (70 anni)        | Evelina (71 anni)    | Sì       |
| 14      | 22 febbraio 2025 | Malena (64 anni)           | Ugo (65 anni), Ciro (63 anni), Tony (62 anni)                  | Tony (62 anni)       | Sì       |
| 15      | 1º marzo 2025    | Enzo (80 anni)             | Silvia (66 anni), Matilde (66 anni), Amalia (67 anni)          | Amalia (67 anni)     | Sì       |
| 16      | 8 marzo 2025     | Paola Rosa (66 anni)       | Denny (63 anni), Giuseppe (60 anni), Francesco (65 anni)       | Giuseppe (60 anni)   | No       |
| 17      | 15 marzo 2025    | Roberto (77 anni)          | Vallì (68 anni), Tina (69 anni), Marta (74 anni)               | Tina (69 anni)       | No       |
| 18      | 22 marzo 2025    | Daniela (60 anni)          | Roberto (61 anni), Francesco (59 anni), Marco Enrico (63 anni) | Roberto (61 anni)    | Sì       |
| 19      | 29 marzo 2025    | Emilio (60 anni)           | Donatella (61 anni), Patrizia (61 anni) Manuela (55 anni)      | Manuela (55 anni)    | Sì       |
| 20      | 5 aprile 2025    | Saveria (70 anni)          | Rocco (71 anni), Enrico (73 anni), Michele (71 anni)           | Michele (71 anni)    | No       |
| 21      | 12 aprile 2025   | Aldo (73 anni)             | Maria (68 anni), Giuseppina (68 anni), Anna (66 anni)          | Anna (66 anni)       | Sì       |
| 22      | 19 aprile 2025   | Mirella (74 anni)          | Daniele (74 anni), Remo (71 anni), Paolo (76 anni)             | Remo (71 anni)       | No       |
| 23      | 3 maggio 2025    | Dino (68 anni)             | Patrizia (65 anni), Maura (68 anni), Anna (63 anni)            | Maura (68 anni)      | Sì       |
| 24      | 10 maggio 2025   | Claudia (64 anni)          | Paco (63 anni), Renato (62 anni), Damiano (68 anni)            | Paco (63 anni)       | Sì       |
| 25      | 17 maggio 2025   | Paolo (65 anni)            | Orietta (61 anni), Isabella (62 anni), Lucia (57 anni)         | Isabella (62 anni)   | No       |
| 26      | 24 maggio 2025   | Santino (74 anni)          | Vanna (72 anni), Mirella (71 anni), Elena (67 anni)            | Elena (67 anni)      | Sì       |
| 27      | 31 maggio 2025   | Maria Antonietta (65 anni) | Claudio (66 anni), Antonio (69 anni), Aleandro (71 anni)       | Aleandro (71 anni)   | Sì       |
| 28      | 7 giugno 2025    | Myriam (65 anni)           | Luciano (70 anni), Damiano (66 anni), Francesco (66 anni)      | Damiano (66 anni)    | Sì       |

### Ascolti
| Puntata | Messa in onda    | Telespettatori | Share  |
| ------- | ---------------- | -------------- | ------ |
| 1       | 9 novembre 2024  | 1 341 000      | 10,6%  |
| 2       | 16 novembre 2024 | 1 142 000      | 9,2%   |
| 3       | 23 novembre 2024 | 1 172 000      | 8,3%   |
| 4       | 30 novembre 2024 | 1 320 000      | 10,1%  |
| 5       | 7 dicembre 2024  | 1 498 000      | 11,6%  |
| 6       | 14 dicembre 2024 | 1 377 000      | 10,6%  |
| 7       | 28 dicembre 2024 | 1 206 000      | 9,6%   |
| 8       | 4 gennaio 2025   | 1 402 000      | 10,8%  |
| 9       | 11 gennaio 2025  | 1 506 000      | 10,9%  |
| 10      | 18 gennaio 2025  | 1 307 000      | 9,6%   |
| 11      | 25 gennaio 2025  | 1 305 000      | 9,8%   |
| 12      | 1º febbraio 2025 | 1 570 000      | 11,3%  |
| 13      | 8 febbraio 2025  | 1 367 000      | 9,9%   |
| 14      | 22 febbraio 2025 | 1 318 000      | 9,7%   |
| 15      | 1º marzo 2025    | 1 470 000      | 11,1%  |
| 16      | 8 marzo 2025     | 1 332 000      | 11%    |
| 17      | 15 marzo 2025    | 1 393 000      | 10,3%  |
| 18      | 22 marzo 2025    | 1 587 000      | 11,2%  |
| 19      | 29 marzo 2025    | 1 391 000      | 10,7%  |
| 20      | 5 aprile 2025    | 1 389 000      | 11,7%  |
| 21      | 12 aprile 2025   | 1 269 000      | 10,4%  |
| 22      | 19 aprile 2025   | 1 499 000      | 12%    |
| 23      | 3 maggio 2025    | 1 327 000      | 11,4%  |
| 24      | 10 maggio 2025   | 1 528 000      | 11,9%  |
| 25      | 17 maggio 2025   | 1 349 000      | 10,8%  |
| 26      | 24 maggio 2025   | 1 518 000      | 11,7%  |
| 27      | 31 maggio 2025   | 1 280 000      | 10,3%  |
| 28      | 7 giugno 2025    | 1 303 000      | 11,2%  |
| Media   | Media            | 1 373 785      | 10,63% |